# Norio Ōga
Norio Ōga (jap. 大賀 典雄 Ōga Norio; ur. 29 stycznia 1930 roku w Numazu, zm. 23 kwietnia 2011 roku w Tokio) – japoński przedsiębiorca, dyrektor generalny Sony Corporation w latach 1982–1995.

## Zarys dokonań
Znany jest jako „ojciec płyty kompaktowej”. Zaprojektował i zdefiniował jej podstawowe specyfikacje. Dzięki niemu płyty CD mają 12 cm średnicy. Jednym z jego wymagań było, żeby na CD mieściło się 75 minut muzyki, czyli cała IX symfonia Beethovena.
Miał udział w rozwoju konsoli PlayStation. W 1968 powołał wytwórnię płytową CBS/Sony Records Inc. Był założycielem Sony Computer Entertainment oraz Sony Pictures Entertainment.

## Odznaczenia
- 1988 Medal Honoru z Niebieską Wstążką (褒章)[5]
- 1994 Wielki Krzyż Orderu Zasługi Republiki Federalnej Niemiec[5]
- 1996 Oficer Legii Honorowej[5]
- 2001 Wielka Wstęga Orderu Świętego Skarbu[6]